# Vicariat apostolique du Tonkin occidental

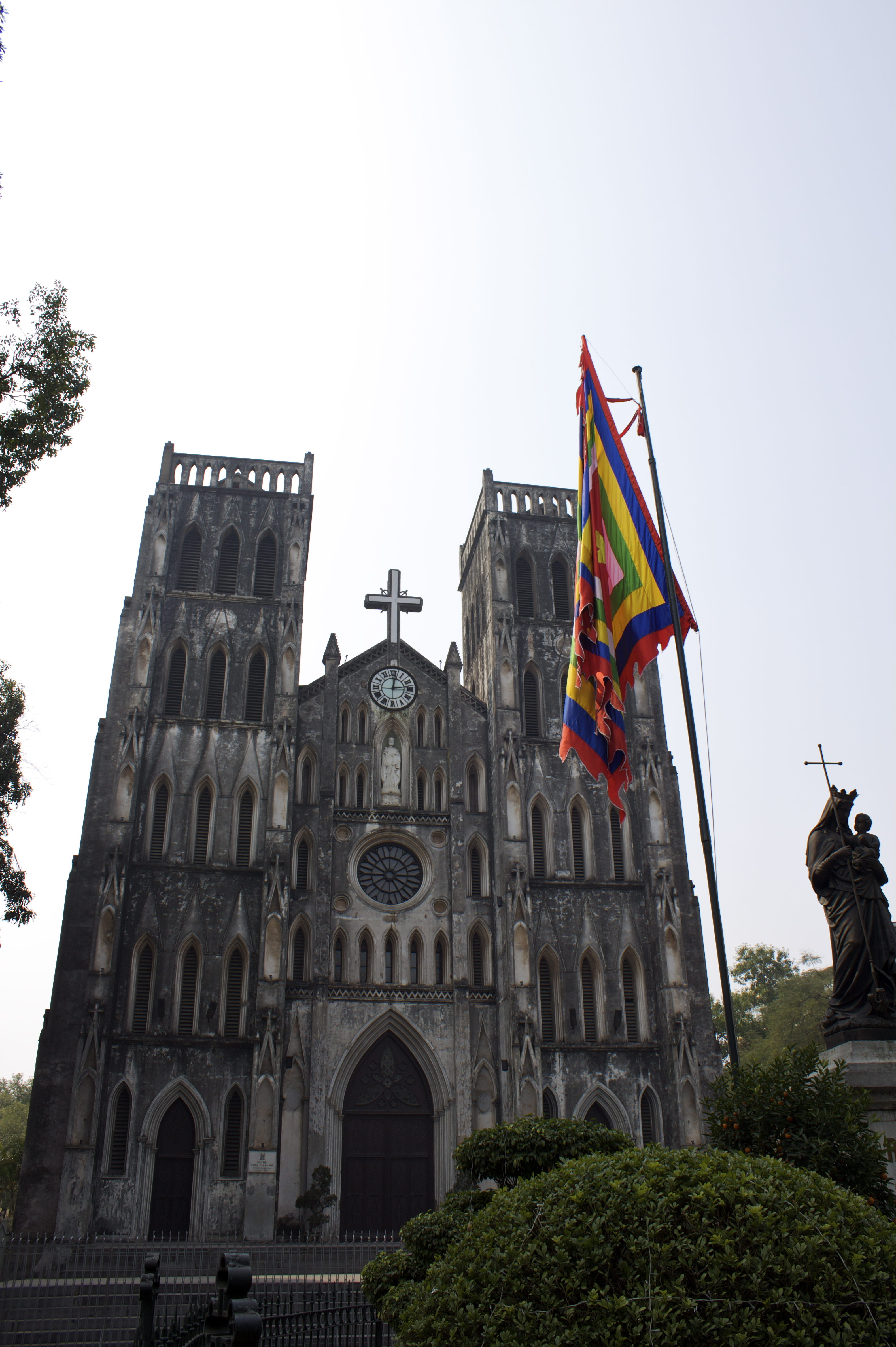
Vue de la cathédrale Saint-Joseph, consacrée en 1886 par Mgr Puginier

Le Tonkin occidental est un vicariat apostolique du Tonkin érigé par le pape Alexandre VII en 1678 à partir du territoire du vicariat apostolique du Tonkin fondé en 1659. À partir des années 1880, il se trouve en Indochine française, aujourd'hui dans le nord du Viêt Nam. Il était confié dès la fin du XVIIe siècle aux missionnaires de la Société des Missions étrangères de Paris qui en partirent en 1955, lorsque le Viêt Minh prit le pouvoir. 
L'évêché du Tonkin occidental était situé à Hanoï, et son siège à la cathédrale Saint-Joseph, consacrée en 1886.
Il prend le nom de vicariat apostolique d'Hanoï en 1924 et est élevé au rang d'archidiocèse d'Hanoï en 1960.

## Ordinaires
- François Pallu, mep, 1659-1679
- Jacques de Bourges, mep, 1679-1714
- Edme Bélot, mep, 1714-1717
- François-Gabriel Guisain, mep 1718-1723
- Louis Néez, mep, 1738-1764
- Bertrand Reydellet, mep, 1764-1780
- Jean Davoust, mep, 1780-1789
- Jacques-Benjamin Longer, mep, 1789-1831
- Joseph Havard, mep, 1831-1838, également évêque titulaire de Castorie (de)
- Pierre-André Retord, mep, 1839-1858[1]
- Charles-Hubert Jeantet, mep, 1858-1866
- Joseph Theurel, mep, 1866-1868
- Paul-François Puginier, mep, 1868-1892
- Pierre-Marie Gendreau, mep, 1892-1935
- François Chaize, mep, 1935-1949
- Joseph-Marie Trinh-nhu-Khuê, 1950-1978: premier ordinaire vietnamien. Il devient archevêque en 1960.